# Madrid CFF
A Madrid Club de Fútbol Femenino egy spanyol női labdarúgócsapat, amelyet 2010-ben alapították Madridban. Jelenleg a spanyol női Primera División-ban szerepel.

## Klubtörténet
A klubot 2010-ben Alfredo Ulloa alapította és hazai mérkőzésükön a Real Madrid tiszteletére fehér mezben lépnek pályára, de nincs kapcsolat a két klub között. 2014-ben nagy visszhangot keltett, hogy a Real Madrid átveszi a klub irányítását, de ezek a híresztelések alaptalanok voltak. Az alapítást követő három szezont a harmadosztályban töltötték, majd a 2013–14-es szezontól kezdve már a Segunda Divisiónben szerepeltek. A 2014–15-ös szezonban a másodosztály 5. csoportját megnyerték, de a rájátszásban a Oiartzun KE ellen alulmaradtak. A következő szezonban a második helyen végeztek, de ismételten a rájátszás első mérkőzésén alulmaradtak, a UD Tacuense ellen. A 2016–17-es szezonban bajnokok lettek és a rájátszást is megnyerték, így feljutottak az élvonalba.

## Sikerlista
- Segunda División
  - győztes (2): 2014–15, 2016–17
  - második (1): 2015–16

- Primera Regional Madrid
  - győztes (1): 2011–12
  - második (1): 2013–13

## Játékoskeret
2023. január 6-tól
| #  |     | Poszt | Név                  |
| -- | --- | ----- | -------------------- |
| 1  | ESP | K     | Paola Ulloa          |
| 13 | ESP | K     | Natalia Expósito     |
| 4  | BRA | V     | Lauren               |
| 5  | BRA | V     | Mônica               |
| 6  | ARG | V     | Aldana Cometti       |
| 16 | ESP | KP    | Itziar Pinillos      |
| 19 | SPA | V     | Ruth Álvarez         |
| 26 | ESP | KP    | Sandra Villafañe     |
| 8  | CHI | KP    | Karen Araya          |
| 10 | CHN | KP    | Tang Csi-ali         |
| 11 | ARG | KP    | Florencia Bonsegundo |
| 13 | KOR | KP    | Li Jong-dzsu         |

| #  |     | Poszt | Név                |
| -- | --- | ----- | ------------------ |
| 15 | SPA | KP    | Aida Esteve        |
| 20 | ESP | KP    | Ana González       |
| 21 | ESP | KP    | Estela Fernández   |
| 22 | ZAM | KP    | Grace Chanda       |
| 24 | NOR | KP    | Therese Åsland     |
| 28 | ESP | KP    | Cristina Librán    |
| 3  | ZAM | CS    | Racheal Kundananji |
| 7  | ESP | CS    | Laura Domínguez    |
| 9  | BRA | CS    | Gabriela Nunes     |
| 18 | ESP | CS    | Lucía Pardo        |
| 32 | ESP | CS    | Alba Ruiz          |

## Korábbi híres játékosok
| - Priscila Borja - Estela Fernández - Paula Gutiérrez - Irene López - Alba Mellado - Macarena Portales - Sara Ronzero - Silvia Rubio - María Sampalo | - Amanda Frisbie - Antônia - Joyce Borini - Desi Godoy - Geyse - Valéria Cantuário - Sabrina Botrán - Rita Chikwelu - Chidinma Okeke |